# فرانكو فراغابان
فرانكو فراغابان (بالإسبانية: Franco Fragapane) (6 فبراير 1993 في الأرجنتين - ) هو لاعب كرة قدم أرجنتيني في مركز الهجوم. شارك مع منتخب الأرجنتين تحت 23 سنة لكرة القدم. أما مع النوادي، فقد لعب مع بوكا جونيورز ونادي إلتشي.

## روابط خارجية
- فرانكو فراغابان على موقع الدوري الأمريكي (الإنجليزية)
- فرانكو فراغابان على موقع إي إس بي إن إف سي (الإنجليزية)
- فرانكو فراغابان على موقع قاعدة بيانات كرة القدم.إي يو (الإنجليزية)
- فرانكو فراغابان على موقع Soccerway.com (الإنجليزية)
- فرانكو فراغابان على موقع عالم كرة القدم.نت (الإنجليزية)
- فرانكو فراغابان على موقع AS.com (الإسبانية)